# Runge (Mondkrater)
Runge ist ein Einschlagkrater am Ostrand der Mondvorderseite im Osten der Ebene des Mare Smythii, nordwestlich des Kraters Warner und südöstlich von Haldane. Der Krater ist sehr flach, da das Innere mit den Laven des Mare geflutet wurde.
1973 benannte die Internationale Astronomische Union (IAU) den Krater nach dem deutschen Mathematiker Carl Runge.

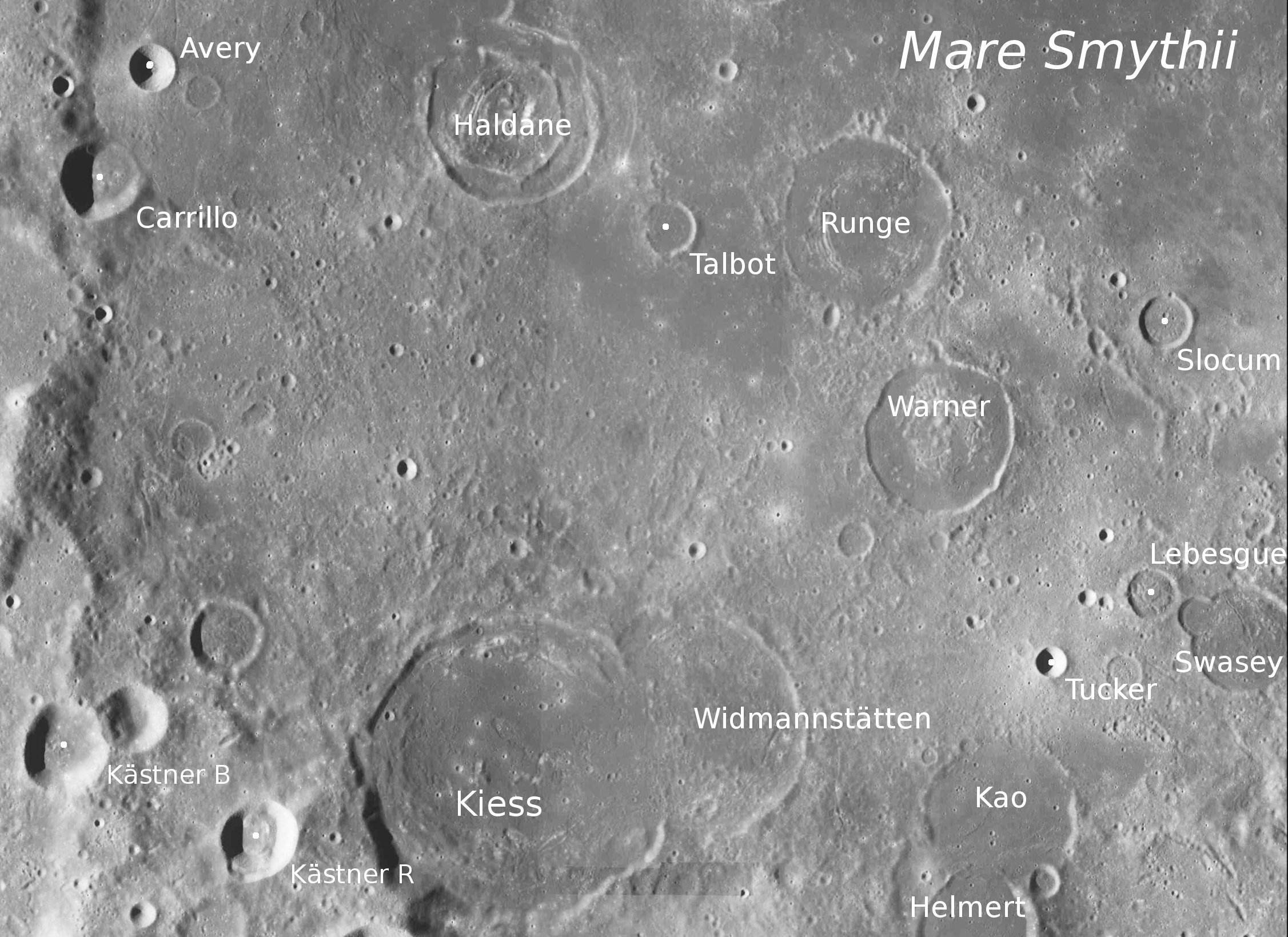
Runge (rechts oben) und Umgebung (LROC-WAC)